# Myrkgrav
A Myrkgrav egyszemélyes norvég metalzenekar, amely 2003-ban alakult Ringerikében. Folk, viking és black metal műfajban szerepel. Először egy demót adott ki 2004-ben, első nagylemeze 2006-ban jelent meg. Az együttes egyetlen tagja Lars Jensen zenész. Szövegek témái jellemzően a helyi folklór és a népmesék. Az Encyclopaedia Metallum szerint a Myrkgrav 2012 augusztusában áthelyezte székhelyét a finnországi Turkuba, és 2016 óta szünetet tart.
Előadó: Lars Jensen − ének, basszusgitár, gitár, billentyűk, dobok, népi hangszerek.

## Diszkográfia
- Fra fjellheimen kaller... − demó, 2004
- Trollskau, skromt og kolabrenning − nagylemez, 2006
- Sjuguttmyra"/"Ferden gar videre − split lemez a Voluspaa-val, 2011
- Sjuguttmyra − EP, 2013
- Takk og farvel, tida er blitt ei annen − nagylemez, 2016